# Néstor Ortigoza
Néstor Ezequiel Ortigoza (San Antonio de Padua, 7 ottobre 1984) è un ex calciatore argentino naturalizzato paraguaiano, di ruolo centrocampista.

## Biografia
Grazie alle origini paraguaiane del padre, il commissario tecnico della nazionale del Paraguay Gerardo Martino desiderava che il giocatore ottenesse la cittadinanza paraguaiana per farlo giocare con la sua Nazionale, ma Ortigoza voleva precedentemente il parere di Diego Maradona, CT argentino.
L'8 aprile 2009 ha ottenuto la cittadinanza paraguaiana, che gli permetteva di giocare con la Nazionale paraguaiana sebbene fino alla sua prima convocazione avesse ancora la possibilità di scegliere di giocare con l'Argentina.

## Carriera

### Club

#### Argentinos Juniors e prestito alla Nueva Chicago
Ortigoza ha iniziato la sua carriera nel 2004 con gli Argentinos Juniors. Nel 2005 è passato in prestito alla Nueva Chicago prima di rientrare agli Argentinos. Nel 2007 ha cominciato ad entrare stabilmente in prima squadra e dal 2009 è un vero e proprio punto fermo della prima squadra dopo la nomina di Claudio Borghi ad allenatore degli Argentinos Juniors.
Con la squadra degli Argentinos Juniors ha vinto il Torneo di Clausura 2010 del campionato argentino laureandosi campione di Argentina. Ha disputato 17 gare sulle complessive 19 ed ha segnato 3 reti nel corso della stagione.

#### San Lorenzo de Almagro e prestito a Emirates Club
Con il San Lorenzo de Almagro ha vinto il Torneo Inicial 2013 e la Coppa Libertadores 2014, segnando su rigore il goal decisivo.

### Nazionale
Ortigoza è stato convocato nella Nazionale del Paraguay per le partite di qualificazione al campionato mondiale di calcio 2010 contro il Venezuela e contro la Colombia.
Viene convocato per la Copa América Centenario del 2016, ma non può parteciparvi per infortunio e viene sostituito da Víctor Ayala.

## Palmarès

### Club

#### Competizioni nazionali
- Campionato argentino: 2

Argentinos Juniors: Torneo di Clausura 2010
San Lorenzo: Torneo Inicial 2013
- Copa Argentina: 1

Rosario Central: 2017-2018
- Supercopa Argentina: 1

San Lorenzo: 2015

#### Competizioni internazionali
- Coppa Libertadores: 1

San Lorenzo: 2014